# Organization Studies
Organization Studies (OS), Kurzbezeichnung nach DIN 1502 ORS oder Organ Stud, ist ein Peer-reviewtes, wissenschaftliches Magazin für die Veröffentlichung von Forschungsergebnissen, theoretischen Betrachtungen, Kritiken und Reviewen wissenschaftlicher Berichte im Bereich der Organisationswissenschaften. Das multidisziplinäre Magazin wird in Zusammenarbeit mit European Group for Organizational Studies (EGOS) veröffentlicht, deren Mitbegründer David J. Hickson auch der erste Chefredakteur (1980–1990) des Magazins war.
2004 wurde die Frequenz der Veröffentlichung von 6 auf 9 pro Jahr erhöht. 2005 wurde die Frequenz erneut erhöht und das Magazin erscheint nun monatlich.

## Redaktion
Chefredakteur der OS ist immer ein renommierter Wissenschaftler, dem mehrere Co-Redakteure zur Seite stehen. Eine Gruppe von Senior-Editors übernimmt die Führung in der wissenschaftlichen Review, die vom Editorial Board durchgeführt wird.
| Chefredakteur                 | von            | bis            | Anmerkung |
| ----------------------------- | -------------- | -------------- | --- |
| Trish Reay und Daniel Hjorth  |                |                | Doppelbesetzung der Rolle, um die Last besser zu verteilen.                                                                    |
| Frank den Hond und Robin Holt | September 2013 |                | Doppelbesetzung der Rolle, um die Last besser zu verteilen.                                                                    |
| David Courpasson              | 2008           | September 2013 | Beobachtete eine Kommerzialisierung, die weniger auf Qualität der Forschung als auf häufiges Veröffentlichen ausgerichtet war. |
| Haridimos Tsoukas             | 2003           | 2008           | strukturierte die Organisation neu, machte OS zu einem globalen Journal                                                        |
| David C. Wilson               |                | 2003           | |
| Arndt Sorge                   | 1996           |                | |
| John Child                    | 1992           | 1996           | steigerte die Auflage um 50 %                                                                                                  |
| Stewart Clegg                 | 1990           | 1992           | |
| David J. Hickson              | 1980           | 1990           | erster Chefredakteur und Gründungsmitglied von EGOS                                                                            |

Eingereichte Papiere werden auf Tauglichkeit für das Journal geprüft, ca. 44 % werden sofort zurückgewiesen, weil sie nicht zum Format des Journals passen oder den gesteckten Zielen widersprechen. Die anderen werden in einer ersten Review-Runde geprüft. Ca. 2/3 der geprüften Papiere werden in dieser Runde ausgesiebt. In einer zweiten Runde werden erneut fast die Hälfte der Papiere ausgeschlossen, so dass nur ca. 11 % der eingereichten Papiere schlussendlich veröffentlicht werden. Diese Papiere werden im Allgemeinen innerhalb der nächsten sechs Monate veröffentlicht.

## Einfluss und Wirkung des Journals
Der Einfluss des Journals wird im 2011 Journal Citation Reports® von Thompson Reuters auf Rang 33 von 166 Managementmagazinen bewertet. Nach dem ISI Impact Factor, der auf der Anzahl der zitierten Artikel aus den zwei vorhergehenden Jahren in allen veröffentlichten Artikeln eines Jahres basiert, wird das Journal mit 2.382 (2011) geführt. 2016 gibt Sage einen Impact Factor von 3.107 an. Demzufolge führen relevante Bibliotheken das Magazin in den Beständen.